# Harvey J. Alter
Harvey James Alter, född 12 september 1935 i New York, är en amerikansk virolog, forskare och läkare.
För sin forskning kring Hepatit C-viruset tilldelades han år 2020 Nobelpriset i fysiologi eller medicin tillsammans med Michael Houghton och Charles M. Rice.